# Promeca perakana
Promeca perakana är en insektsart som beskrevs av Max Beier 1954. Promeca perakana ingår i släktet Promeca och familjen vårtbitare. Inga underarter finns listade i Catalogue of Life.